# Lida Winiewicz

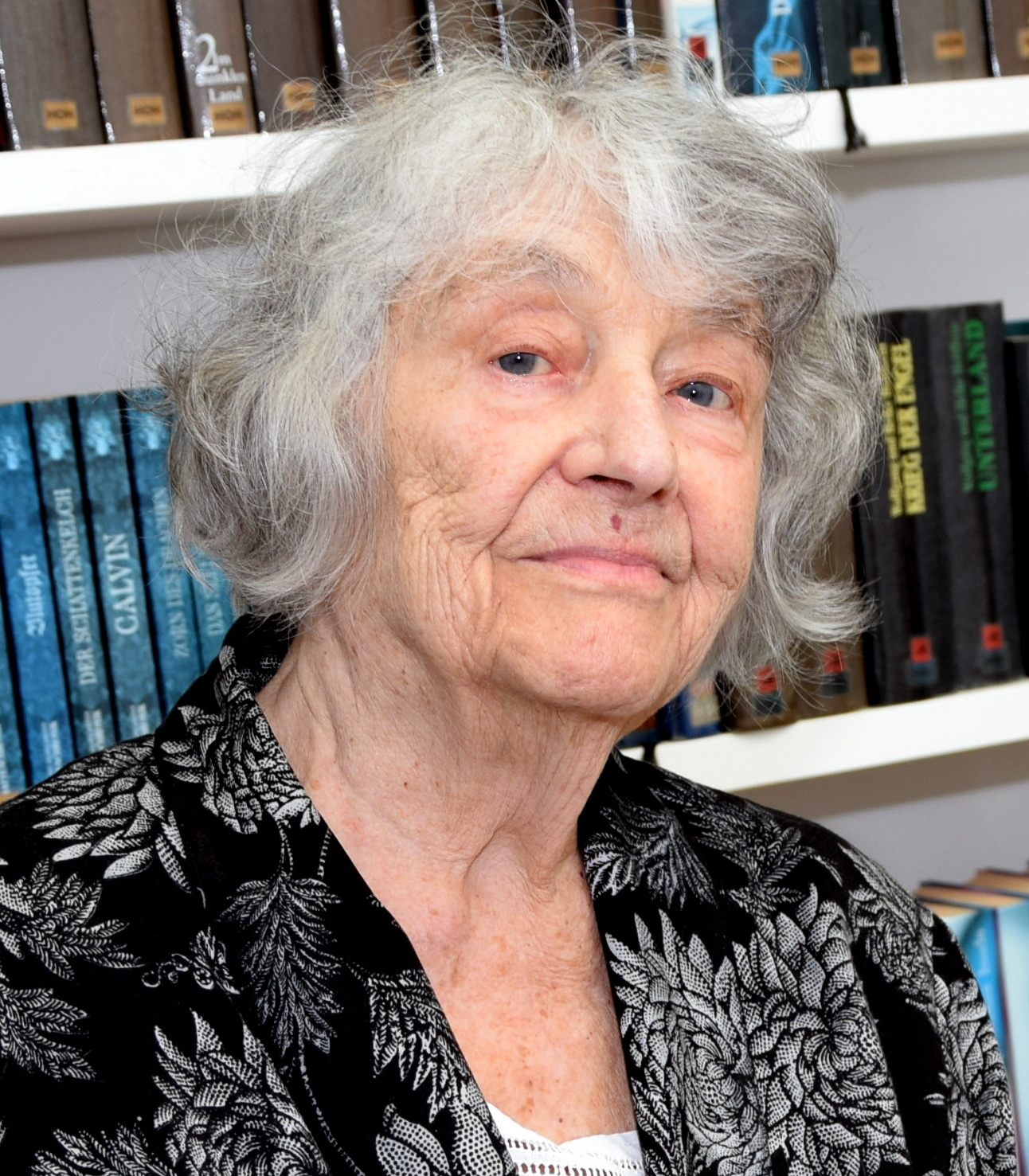
Lida Winiewicz (Juni 2019)

Lida Winiewicz-Lefèvre (* 17. März 1928 in Wien; † 7. Oktober 2020 ebenda) war eine österreichische Schriftstellerin und Übersetzerin. Vom österreichischen Bundespräsidenten wurde ihr der Berufstitel „Professor“ verliehen.

## Leben
Lida Winiewicz wurde im „Dritten Reich“ aufgrund ihrer Großmutter als „jüdisch versippt“ und „Mischling zweiten Grades“ eingestuft. Nachdem die Mutter früh verstorben und der Vater in Auschwitz ermordet worden war, musste sie mit 15 Jahren für sich selbst sorgen.
Nach Absolvierung eines Gesangsstudiums an der Universität für Musik und darstellende Kunst Wien studierte sie Englisch, Französisch und Italienisch.
Sie verfasste Prosa, Theaterstücke, Film- und Fernsehdrehbücher sowie Übersetzungen aus dem Englischen, Französischen, Italienischen und Spanischen. Zusätzlich zu Übersetzungen von Büchern und fremdsprachigen Theaterstücken bearbeitete sie literarische Werke fürs Fernsehen und musikalische Theater; für die Musicals „Anything Goes“ und „Freudiana“ (1990) verfasste sie die deutschen Liedtexte.
In den Büchern Die Kinder gehen in die Oper (Amalthea Verlag, 2007) und Der verlorene Ton (Braumüller Verlag, 2016) beschreibt Winiewicz autobiografisch die rassische Verfolgung ihrer Familie während des Nationalsozialismus und das Wien der Zeit ihrer Kindheit und Jugend.
Lida Winiewicz-Lefèvre wurde in einem ehrenhalber gewidmeten Grab auf dem Wiener Zentralfriedhof bestattet. Ihr Nachlass wurde 2023 von der Wienbibliothek im Rathaus übernommen.

## Preise und Auszeichnungen
- 1965: Goldener Rathausmann, für Die Flucht
- 1976: Adolf-Grimme-Preis Silber, für Reden und reden lassen (zusammen mit Wolfgang Glück, Michail Füting und Felix von Manteuffel)
- Fernsehpreis der Österreichischen Volksbildung (für Elternschule), ORF 1973/74[6]
- Wilhelmine Lübke Preis (für Hans und Lene), SWF 1976
- Deutscher Industriefilm-Preis, für Keine Angst vorm Fliegen, WDR
- 1990: Romy, KURIER-Romy, für Televisione, Beste Fernseh-Idee, ORF
- 1997: Publikumspreis Telfs, für Späte Gegend
- 2009: Goldenes Verdienstzeichen des Landes Wien
- 2017: Preis der Stadt Wien für Literatur

## Werke

### Bücher
- Späte Gegend, 1986
- Alte Dame, grauer Hund, 2005
- Die Kinder gehen in die Oper, 2007
- Geisterbahn – Eine Wiener Weltreise, 2008
- Katzentisch – Kulinarisches Abenteuer, 2009
- Herbert, kauf das, 2011
- Der verlorene Ton, 2016
- Ist die schwarze Köchin da? Kein Kinderspiel, 2018
- Achterbahn – Vom Schreiben leben, 2019

### Theaterstücke
- Das Leben meines Bruders, 1960 (Hörspiel 1962[7], Fernsehspiel 1962[8] und 1966[9])
- Regenzauber, 1961
- Die Wohnung, 1964
- Die Flucht, nach der Biografie von Ernst Waldbrunn[10], 1965 (Hörspiel 1965, Fernsehspiel 1966[11])
- Ehe oder Liebe, 1970 (Fernsehfilm 1982[12])
- Das Zimmer, 1977 (Hörspiel 1976[13])
- Die Befragung des Machiavelli, 1977 (Uraufführung als Fernsehspiel[14])
- Späte Gegend, 1993 (Bühnenfassung nach dem gleichnamigen Buch von Lida Winiewicz, Fernsehfilm 1998[15])
- Der Seidenschrei, 1999
- Miami Murder Show, 2003
- Paradiso, 2008

### Drehbücher für Fernsehspiele
- Das Leben meines Bruders (1964). In: Fernsehen der DDR - Online Lexikon der DDR-Fernsehfilme, Fernsehspiele und TV-Inszenierungen, u. a. mit Armin Roder (DFF), 1964. Abgerufen am 9. Oktober 2022.
- Leonardo erfindet das Fernsehen (ORF)
- Der Fall Bohr, mit Ernst Deutsch und Helmut Qualtinger (ORF), 1966
- Blaue Blüten, mit Walter Schmidinger (ZDF), 1970
- Gestrickte Spuren, mit Olga Tschechowa (Zweiteiler, ORF), 1970
- Kein Abend wie jeder andere, mit Heinz Rühmann und Peter Ustinov (ZDF), 1976 (Film)
- Der Tag des Krähenflügels (ORF, ZDF, BBC)
- Mensch ohne Fahrschein, mit Werner Hinz (ZDF)
- Damenwahl, mit Ernst Schröder (ZDF)
- Augenblicke – 4 Szenen mit Paula Wessely (ORF/ZDF), 1979
- Der Waldbauernbub (ZDF), 1983
- Diener und andere Herren, mit Heinz Rühmann (ZDF)
- Die Orgel, mit Hans Christian Blech, 1985
- Anleitung zum Unglücklichsein, Literaturverfilmung nach Paul Watzlawick, Komödie (ORF), 1985
- 38 - Auch das war Wien, mit Wolfgang Glück nach Friedrich Torberg (ORF III), 1986
- Der Lebensretter, 1988
- Televisione, 1989
- Zeit ohne Fische (ORF)
- Ein Schutzengel auf Reisen (Film, ORF) 1997
- Der Fälscher, mit Carlheinz Schroth
- Spätes Glück nicht ausgeschlossen, mit Inge Meysel
- Die Wohnung (SWF)
- Ich begehre dich, mit Christiane Hörbiger (SAT 1)

### Drehbücher für Fernsehserien
- Elternschule (ORF), 1973
- Hans und Lene (SWF), 1976
- Schauinsland (SWF)
- Warum Christen glauben (SWF)
- Unsere Schule (ORF/SRGF)
- Fest im Sattel (SWF)
- Sicher ist sicher (ORF), 1990
- Ferngespräche (WDR)
- Wirtschaften (ORF)
- Zivilcourage (ORF)
- Keine Angst vorm Fliegen (WDR)
- Wenn die Liebe hinfällt (WDR)
- Dagegen sein ist immer leicht (WDR)
- Orientierter Haushalt (ORF/ZDF)
- Alte Liebe – Neues Glück (Hofrat Geiger), mit Peter Weck und Christiane Hörbiger (ORF), 1996

### Übersetzungen und Bearbeitungen fürs Fernsehen
- Schwester Bonaventura (ORF)
- Auktion bei Gwendolyn (ORF)
- Die Gigerln von Wien (ORF)
- Die Verantwortlichen (ORF)

### Übersetzungen fremdsprachiger Theaterstücke
- Armer Alter Fritz (Wien, Burgtheater)
- Changeling (Hamburg, Thalia-Theater)
- Albert Speer (Potsdam)
- The Prisoner’s Dilemma (Essen)

### Übersetzungen und Bearbeitungen für das Musikalische Theater
- Gilbert & Sullivan (Volksoper Wien)
- Pariser Leben (Volksoper Wien)
- Die Bettleroper (Opernhaus Zürich)
- Die Trojaner (Oper Frankfurt)
- Anything Goes, Songtexte (Theater des Westens, Berlin)
- Damn Yankees, Songtexte (Theater des Westens, Berlin)
- Nine, Songtexte (Theater des Westens, Berlin)
- Guys and Dolls, Songtexte (Theater des Westens, Berlin)
- Rocky Horror, Dialoge (Theater des Westens, Berlin)
- Freudiana, Dialoge und Songtexte (Theater an der Wien)
- Time out, Libretto und Songtexte (Open Air, Stockerau)
- Ufa-Revue, Songtexte (Theater des Westens, Berlin)
- Lautrec, Dialoge und Songtexte, Musical von Charles Aznavour (Landestheater Altenburg)

### Übersetzungen literarischer Werke
Sie übersetzte Werke von Graham Greene, Colette, Alberto Moravia, Jean Giraudoux, Francis Stuart, P. Armstrong, M. Belloncini, A. Meoni, R. Timperley, J. Jiminez, Benoite Groult, G. Dorman, Daniele Varè, E. Hamilton, Georgette Heyer und anderen.